# Ścianka domenowa

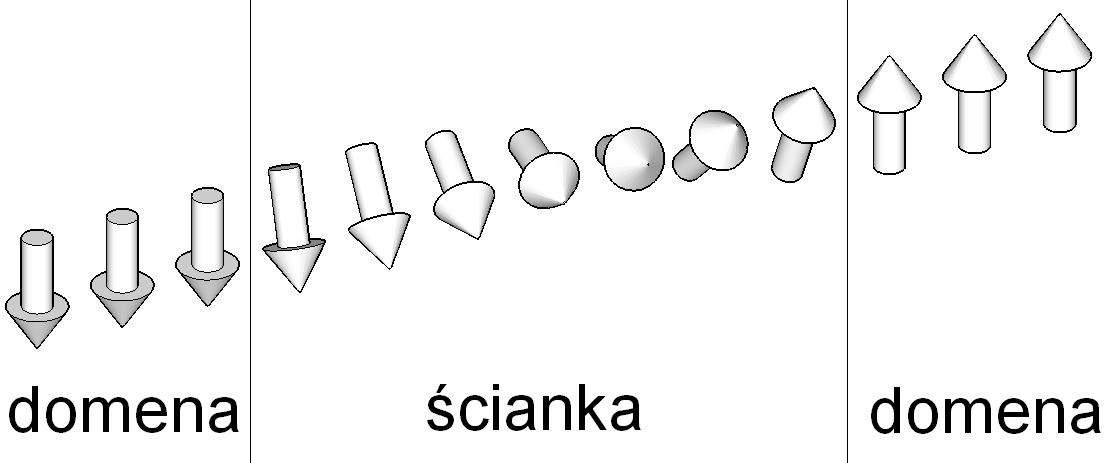
Stopniowa zmiana kierunków momentów magnetycznych w ściance domenowej

Ścianka domenowa (lub ściana domenowa) – przestrzeń rozdzielająca sąsiadujące domeny magnetyczne w ferromagnetyku lub ferrimagnetyku. Ścianki domenowe mają szerokość (grubość) rzędu tylko kilkuset atomów, w porównaniu do szerokości domen magnetycznych dochodzących nawet do kilku milimetrów.
W ściance momenty magnetyczne kolejnych atomów obracają się o nieznaczny kąt tak, że na przestrzeni kilkuset atomów następuje obrót o 90° lub 180° w zależności od rodzaju domeny i ustawienia kierunku namagnesowania domen po obu stronach ściany.

## Odkrycie i rodzaje ścianek

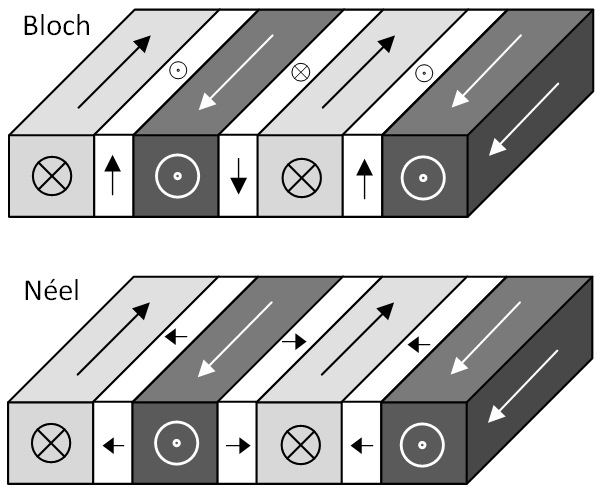
Ścianki domenowe typu Blocha i Néela

Wyjaśnienie ścianek domenowych podał w 1931 roku Felix Bloch, a później Louis Eugène Félix Néel wykazał istnienie innego typu ścian.
Dlatego też rozróżnia się dwa podstawowe rodzaje ścianek domenowych:
- Ścianki Blocha, w których obrót momentów następuje równolegle do powierzchni ścianki.
- Ścianki Néela, w których obrót momentów następuje prostopadle do powierzchni ścianki.

## Znaczenie praktycznie

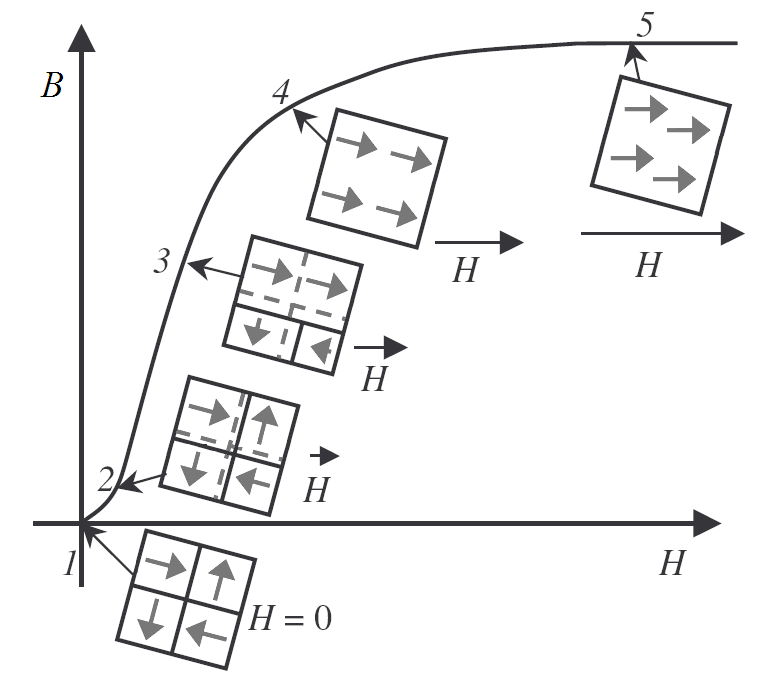
Krzywa magnesowania i odpowiadające ruchy ścianek domenowych i zmiany struktury domenowej

Podczas magnesowania materiału następuje zmiana szerokości domen poprzez przesuwanie się ścianek w materiale. Powoduje to generowanie lokalnych prądów wirowych, a co za tym idzie rozpraszanie energii. Im szersze są domeny, tym szybciej muszą się przesuwać ścianki domenowe, dlatego też w np. w blasze elektrotechnicznej dąży się do domen jak najdłuższych, ale też stosunkowo wąskich. Jeśli nie jest to możliwe przez zastosowanie odpowiedniej metalurgii i obróbki cieplnej, to gotowy wyrób poddaje się dalszej specjalistycznej obróbce (termicznej, mechanicznej, a również i chemicznej).
Jednym ze sposobów uzyskania pożądanej struktury domenowej jest dodanie odpowiedniej powłoki, która wprowadza naprężenia mechaniczne rozciągające w kierunku zgodnym z kierunkiem domen. Dalsze udoskonalenie struktury domenowej uzyskuje się poprzez wprowadzenie dodatkowych naprężeń mechanicznych w kierunku prostopadłym do kierunku domen. Efekt taki może zostać osiągnięty przy użyciu promienia lasera, lub też bardziej konwencjonalnie poprzez rolowanie powierzchni materiału stalowymi kulami pod odpowiednim naciskiem. Uzyskuje się wówczas kilkukrotne zmniejszenie szerokości domen, znaczące zmniejszenie strat mocy i wzrost przenikalności, bez wyraźnego wpływu na inne parametry.

## Szumy Barkhausena
Ruchy ścianek domenowych powodują również powstawanie szumów Barkhausena.